# Coccus bromeliae
Coccus bromeliae är en insektsart som beskrevs av Bouche 1833. Coccus bromeliae ingår i släktet Coccus och familjen skålsköldlöss.
Artens utbredningsområde är Tyskland. Inga underarter finns listade i Catalogue of Life.